# Liste des planètes mineures non numérotées découvertes entre le 16 et le 31 août 2021
Pour un article plus général, voir Liste des planètes mineures non numérotées découvertes en 2021.
Pour un article plus général, voir Liste des planètes mineures.
Cet article dresse la liste des planètes mineures (astéroïdes, centaures, objets transneptuniens et assimilés) non numérotées découvertes en août 2021 dans l'ordre de leur découverte.
Au 15 janvier 2025, 661 077 des 1 434 993 planètes mineures répertoriées par le Centre des planètes mineures ne sont pas encore numérotées, soit 46,07 %.

## Rappel concernant la désignation provisoire
La désignation provisoire indique l'ordre de découverte de ces objets. En effet, cette désignation est composée de l'année de découverte (par exemple 2021) suivie de la quinzaine (demi-mois) de découverte (p.e. A = 1-15 janvier) puis de l'ordre de découverte dans cette quinzaine. Cet ordre est indiqué par une lettre et éventuellement un chiffre comme suit : A pour la première découverte, B pour la deuxième, ..., Z pour la 25e (le I n'est pas utilisé pour éviter la confusion avec 1), A1 pour la 26e, B1 pour la 27e, etc. , Z1 pour la 50e, A2 pour la 51e, B2 pour la 52e, etc. L'ordre de la numérotation ne suit donc pas l'ordre alphanumérique. 2021 AA1 suit ainsi 2021 AZ et précède 2021 AB1.

## Du 16 au 31 août 2021
- 2021 QA
- 2021 QB
- 2021 QC
- 2021 QD
- 2021 QE
- 2021 QF
- 2021 QG
- 2021 QJ
- 2021 QL
- 2021 QM
- 2021 QN
- 2021 QO
- 2021 QP
- 2021 QR
- 2021 QS
- 2021 QT
- 2021 QU
- 2021 QW
- 2021 QX
- 2021 QY
- 2021 QZ
- 2021 QA1
- 2021 QB1
- 2021 QC1
- 2021 QD1
- 2021 QE1
- 2021 QF1
- 2021 QG1
- 2021 QH1
- 2021 QJ1
- 2021 QK1
- 2021 QL1
- 2021 QM1
- 2021 QN1
- 2021 QO1
- 2021 QP1
- 2021 QQ1
- 2021 QR1
- 2021 QS1
- 2021 QT1
- 2021 QV1
- 2021 QW1
- 2021 QX1
- 2021 QY1
- 2021 QA2
- 2021 QB2
- 2021 QD2
- 2021 QE2
- 2021 QF2
- 2021 QG2
- 2021 QH2
- 2021 QJ2
- 2021 QK2
- 2021 QL2
- 2021 QM2
- 2021 QN2
- 2021 QO2
- 2021 QP2
- 2021 QQ2
- 2021 QR2
- 2021 QS2
- 2021 QT2
- 2021 QU2
- 2021 QV2
- 2021 QW2
- 2021 QX2
- 2021 QY2
- 2021 QZ2
- 2021 QA3
- 2021 QB3
- 2021 QC3
- 2021 QD3
- 2021 QE3
- 2021 QF3
- 2021 QH3
- 2021 QJ3
- 2021 QK3
- 2021 QL3
- 2021 QM3
- 2021 QN3
- 2021 QO3
- 2021 QP3
- 2021 QQ3
- 2021 QR3
- 2021 QS3
- 2021 QT3
- 2021 QU3
- 2021 QV3
- 2021 QW3
- 2021 QX3
- 2021 QY3
- 2021 QZ3
- 2021 QB4
- 2021 QD4
- 2021 QE4
- 2021 QF4
- 2021 QG4
- 2021 QH4
- 2021 QJ4
- 2021 QK4
- 2021 QL4
- 2021 QM4
- 2021 QN4
- 2021 QO4
- 2021 QP4
- 2021 QQ4
- 2021 QR4
- 2021 QS4
- 2021 QT4
- 2021 QU4
- 2021 QV4
- 2021 QW4
- 2021 QX4
- 2021 QY4
- 2021 QZ4
- 2021 QA5
- 2021 QC5
- 2021 QD5
- 2021 QE5
- 2021 QF5
- 2021 QG5
- 2021 QH5
- 2021 QJ5
- 2021 QK5
- 2021 QL5
- 2021 QM5
- 2021 QN5
- 2021 QO5
- 2021 QP5
- 2021 QQ5
- 2021 QR5
- 2021 QS5
- 2021 QT5
- 2021 QU5
- 2021 QV5
- 2021 QW5
- 2021 QY5
- 2021 QZ5
- 2021 QA6
- 2021 QB6
- 2021 QC6
- 2021 QD6
- 2021 QE6
- 2021 QF6
- 2021 QG6
- 2021 QH6
- 2021 QJ6
- 2021 QK6
- 2021 QL6
- 2021 QM6
- 2021 QN6
- 2021 QO6
- 2021 QP6
- 2021 QQ6
- 2021 QS6
- 2021 QT6
- 2021 QU6
- 2021 QV6
- 2021 QW6
- 2021 QZ6
- 2021 QA7
- 2021 QB7
- 2021 QC7
- 2021 QD7
- 2021 QE7
- 2021 QJ7
- 2021 QK7
- 2021 QL7
- 2021 QM7
- 2021 QN7
- 2021 QP7
- 2021 QQ7
- 2021 QR7
- 2021 QS7
- 2021 QT7
- 2021 QU7
- 2021 QV7
- 2021 QX7
- 2021 QZ7
- 2021 QA8
- 2021 QB8
- 2021 QC8
- 2021 QD8
- 2021 QE8
- 2021 QF8
- 2021 QG8
- 2021 QH8
- 2021 QJ8
- 2021 QK8
- 2021 QL8
- 2021 QM8
- 2021 QN8
- 2021 QO8
- 2021 QP8
- 2021 QR8
- 2021 QS8
- 2021 QT8
- 2021 QU8
- 2021 QV8
- 2021 QW8
- 2021 QX8
- 2021 QY8
- 2021 QZ8
- 2021 QA9
- 2021 QB9
- 2021 QC9
- 2021 QF9
- 2021 QG9
- 2021 QH9
- 2021 QJ9
- 2021 QL9
- 2021 QM9
- 2021 QO9
- 2021 QP9
- 2021 QQ9
- 2021 QR9
- 2021 QU9
- 2021 QV9
- 2021 QW9
- 2021 QX9
- 2021 QY9
- 2021 QZ9
- 2021 QA10
- 2021 QC10
- 2021 QE10
- 2021 QF10
- 2021 QG10
- 2021 QH10
- 2021 QJ10
- 2021 QK10
- 2021 QL10
- 2021 QM10
- 2021 QN10
- 2021 QO10
- 2021 QP10
- 2021 QQ10
- 2021 QR10
- 2021 QS10
- 2021 QT10
- 2021 QU10
- 2021 QV10
- 2021 QW10
- 2021 QX10
- 2021 QY10
- 2021 QA11
- 2021 QB11
- 2021 QC11
- 2021 QD11
- 2021 QE11
- 2021 QF11
- 2021 QG11
- 2021 QH11
- 2021 QJ11
- 2021 QK11
- 2021 QL11
- 2021 QM11
- 2021 QN11
- 2021 QO11
- 2021 QP11
- 2021 QQ11
- 2021 QR11
- 2021 QS11
- 2021 QT11
- 2021 QU11
- 2021 QV11
- 2021 QW11
- 2021 QY11
- 2021 QZ11
- 2021 QA12
- 2021 QB12
- 2021 QC12
- 2021 QD12
- 2021 QE12
- 2021 QF12
- 2021 QH12
- 2021 QJ12
- 2021 QK12
- 2021 QL12
- 2021 QM12
- 2021 QN12
- 2021 QO12
- 2021 QP12
- 2021 QQ12
- 2021 QS12
- 2021 QT12
- 2021 QU12
- 2021 QV12
- 2021 QW12
- 2021 QX12
- 2021 QY12
- 2021 QZ12
- 2021 QB13
- 2021 QC13
- 2021 QE13
- 2021 QF13
- 2021 QG13
- 2021 QH13
- 2021 QJ13
- 2021 QK13
- 2021 QL13
- 2021 QM13
- 2021 QN13
- 2021 QO13
- 2021 QP13
- 2021 QQ13
- 2021 QR13
- 2021 QS13
- 2021 QT13
- 2021 QU13
- 2021 QV13
- 2021 QW13
- 2021 QX13
- 2021 QY13
- 2021 QZ13
- 2021 QB14
- 2021 QC14
- 2021 QD14
- 2021 QE14
- 2021 QF14
- 2021 QG14
- 2021 QH14
- 2021 QJ14
- 2021 QK14
- 2021 QL14
- 2021 QM14
- 2021 QN14
- 2021 QO14
- 2021 QQ14
- 2021 QR14
- 2021 QS14
- 2021 QT14
- 2021 QU14
- 2021 QW14
- 2021 QX14
- 2021 QY14
- 2021 QZ14
- 2021 QA15
- 2021 QB15
- 2021 QC15
- 2021 QD15
- 2021 QE15
- 2021 QF15
- 2021 QG15
- 2021 QH15
- 2021 QJ15
- 2021 QK15
- 2021 QL15
- 2021 QN15
- 2021 QO15
- 2021 QP15
- 2021 QQ15
- 2021 QR15
- 2021 QS15
- 2021 QT15
- 2021 QU15
- 2021 QV15
- 2021 QW15
- 2021 QY15
- 2021 QZ15
- 2021 QA16
- 2021 QB16
- 2021 QC16
- 2021 QD16
- 2021 QE16
- 2021 QF16
- 2021 QG16
- 2021 QH16
- 2021 QK16
- 2021 QL16
- 2021 QM16
- 2021 QN16
- 2021 QO16
- 2021 QP16
- 2021 QR16
- 2021 QS16
- 2021 QT16
- 2021 QU16
- 2021 QV16
- 2021 QW16
- 2021 QX16
- 2021 QZ16
- 2021 QA17
- 2021 QB17
- 2021 QC17
- 2021 QD17
- 2021 QE17
- 2021 QF17
- 2021 QG17
- 2021 QH17
- 2021 QL17
- 2021 QM17
- 2021 QN17
- 2021 QO17
- 2021 QP17
- 2021 QQ17
- 2021 QS17
- 2021 QT17
- 2021 QV17
- 2021 QW17
- 2021 QX17
- 2021 QY17
- 2021 QZ17
- 2021 QA18
- 2021 QB18
- 2021 QC18
- 2021 QD18
- 2021 QE18
- 2021 QF18
- 2021 QG18
- 2021 QH18
- 2021 QJ18
- 2021 QK18
- 2021 QL18
- 2021 QM18
- 2021 QN18
- 2021 QO18
- 2021 QP18
- 2021 QQ18
- 2021 QS18
- 2021 QT18
- 2021 QU18
- 2021 QV18
- 2021 QW18
- 2021 QX18
- 2021 QY18
- 2021 QZ18
- 2021 QA19
- 2021 QB19
- 2021 QD19
- 2021 QE19
- 2021 QF19
- 2021 QG19
- 2021 QH19
- 2021 QJ19
- 2021 QL19
- 2021 QM19
- 2021 QN19
- 2021 QO19
- 2021 QP19
- 2021 QQ19
- 2021 QR19
- 2021 QS19
- 2021 QT19
- 2021 QU19
- 2021 QV19
- 2021 QW19
- 2021 QX19
- 2021 QY19
- 2021 QA20
- 2021 QC20
- 2021 QD20
- 2021 QE20
- 2021 QF20
- 2021 QG20
- 2021 QH20
- 2021 QK20
- 2021 QL20
- 2021 QM20
- 2021 QN20
- 2021 QO20
- 2021 QP20
- 2021 QR20
- 2021 QS20
- 2021 QT20
- 2021 QU20
- 2021 QV20
- 2021 QW20
- 2021 QX20
- 2021 QY20
- 2021 QZ20
- 2021 QA21
- 2021 QB21
- 2021 QC21
- 2021 QE21
- 2021 QF21
- 2021 QG21
- 2021 QH21
- 2021 QK21
- 2021 QL21
- 2021 QM21
- 2021 QN21
- 2021 QO21
- 2021 QP21
- 2021 QQ21
- 2021 QR21
- 2021 QS21
- 2021 QV21
- 2021 QW21
- 2021 QX21
- 2021 QY21
- 2021 QZ21
- 2021 QB22
- 2021 QC22
- 2021 QE22
- 2021 QG22
- 2021 QJ22
- 2021 QK22
- 2021 QL22
- 2021 QN22
- 2021 QO22
- 2021 QP22
- 2021 QQ22
- 2021 QR22
- 2021 QS22
- 2021 QT22
- 2021 QU22
- 2021 QV22
- 2021 QW22
- 2021 QX22
- 2021 QZ22
- 2021 QA23
- 2021 QB23
- 2021 QC23
- 2021 QD23
- 2021 QE23
- 2021 QF23
- 2021 QG23
- 2021 QH23
- 2021 QJ23
- 2021 QK23
- 2021 QM23
- 2021 QN23
- 2021 QO23
- 2021 QP23
- 2021 QQ23
- 2021 QR23
- 2021 QS23
- 2021 QT23
- 2021 QV23
- 2021 QW23
- 2021 QX23
- 2021 QZ23
- 2021 QA24
- 2021 QB24
- 2021 QC24
- 2021 QE24
- 2021 QF24
- 2021 QG24
- 2021 QH24
- 2021 QJ24
- 2021 QK24
- 2021 QL24
- 2021 QM24
- 2021 QN24
- 2021 QO24
- 2021 QP24
- 2021 QQ24
- 2021 QR24
- 2021 QS24
- 2021 QT24
- 2021 QU24
- 2021 QV24
- 2021 QW24
- 2021 QX24
- 2021 QY24
- 2021 QZ24
- 2021 QA25
- 2021 QB25
- 2021 QC25
- 2021 QE25
- 2021 QF25
- 2021 QH25
- 2021 QJ25
- 2021 QK25
- 2021 QL25
- 2021 QM25
- 2021 QN25
- 2021 QQ25
- 2021 QR25
- 2021 QS25
- 2021 QT25
- 2021 QU25
- 2021 QV25
- 2021 QX25
- 2021 QY25
- 2021 QZ25
- 2021 QA26
- 2021 QC26
- 2021 QD26
- 2021 QF26
- 2021 QG26
- 2021 QH26
- 2021 QJ26
- 2021 QK26
- 2021 QL26
- 2021 QM26
- 2021 QN26
- 2021 QQ26
- 2021 QR26
- 2021 QS26
- 2021 QU26
- 2021 QV26
- 2021 QW26
- 2021 QB27
- 2021 QC27
- 2021 QD27
- 2021 QE27
- 2021 QF27
- 2021 QH27
- 2021 QJ27
- 2021 QK27
- 2021 QL27
- 2021 QO27
- 2021 QQ27
- 2021 QR27
- 2021 QS27
- 2021 QT27
- 2021 QU27
- 2021 QV27
- 2021 QY27
- 2021 QZ27
- 2021 QA28
- 2021 QB28
- 2021 QC28
- 2021 QE28
- 2021 QF28
- 2021 QG28
- 2021 QH28
- 2021 QJ28
- 2021 QL28
- 2021 QM28
- 2021 QO28
- 2021 QP28
- 2021 QQ28
- 2021 QS28
- 2021 QT28
- 2021 QU28
- 2021 QV28
- 2021 QW28
- 2021 QX28
- 2021 QY28
- 2021 QZ28
- 2021 QA29
- 2021 QB29
- 2021 QC29
- 2021 QD29
- 2021 QE29
- 2021 QF29
- 2021 QG29
- 2021 QH29
- 2021 QJ29
- 2021 QK29
- 2021 QL29
- 2021 QM29
- 2021 QN29
- 2021 QO29
- 2021 QR29
- 2021 QS29
- 2021 QT29
- 2021 QU29
- 2021 QV29
- 2021 QW29
- 2021 QX29
- 2021 QZ29
- 2021 QB30
- 2021 QC30
- 2021 QD30
- 2021 QJ30
- 2021 QL30
- 2021 QM30
- 2021 QN30
- 2021 QO30
- 2021 QP30
- 2021 QQ30
- 2021 QR30
- 2021 QS30
- 2021 QT30
- 2021 QU30
- 2021 QV30
- 2021 QW30
- 2021 QX30
- 2021 QY30
- 2021 QZ30
- 2021 QA31
- 2021 QC31
- 2021 QD31
- 2021 QE31
- 2021 QF31
- 2021 QH31
- 2021 QJ31
- 2021 QK31
- 2021 QL31
- 2021 QM31
- 2021 QN31
- 2021 QO31
- 2021 QP31
- 2021 QQ31
- 2021 QR31
- 2021 QS31
- 2021 QT31
- 2021 QU31
- 2021 QV31
- 2021 QW31
- 2021 QX31
- 2021 QY31
- 2021 QZ31
- 2021 QA32
- 2021 QB32
- 2021 QC32
- 2021 QD32
- 2021 QE32
- 2021 QF32
- 2021 QG32
- 2021 QH32
- 2021 QK32
- 2021 QL32
- 2021 QM32
- 2021 QN32
- 2021 QP32
- 2021 QQ32
- 2021 QR32
- 2021 QS32
- 2021 QT32
- 2021 QU32
- 2021 QV32
- 2021 QX32
- 2021 QY32
- 2021 QZ32
- 2021 QA33
- 2021 QB33
- 2021 QD33
- 2021 QE33
- 2021 QG33
- 2021 QJ33
- 2021 QK33
- 2021 QL33
- 2021 QM33
- 2021 QN33
- 2021 QO33
- 2021 QP33
- 2021 QQ33
- 2021 QR33
- 2021 QT33
- 2021 QU33
- 2021 QV33
- 2021 QW33
- 2021 QX33
- 2021 QY33
- 2021 QZ33
- 2021 QB34
- 2021 QC34
- 2021 QD34
- 2021 QE34
- 2021 QF34
- 2021 QJ34
- 2021 QK34
- 2021 QM34
- 2021 QN34
- 2021 QO34
- 2021 QQ34
- 2021 QR34
- 2021 QS34
- 2021 QT34
- 2021 QU34
- 2021 QX34
- 2021 QY34
- 2021 QA35
- 2021 QB35
- 2021 QC35
- 2021 QD35
- 2021 QE35
- 2021 QF35
- 2021 QG35
- 2021 QH35
- 2021 QJ35
- 2021 QL35
- 2021 QM35
- 2021 QO35
- 2021 QP35
- 2021 QQ35
- 2021 QR35
- 2021 QS35
- 2021 QU35
- 2021 QV35
- 2021 QW35
- 2021 QX35
- 2021 QY35
- 2021 QZ35
- 2021 QA36
- 2021 QB36
- 2021 QC36
- 2021 QD36
- 2021 QF36
- 2021 QG36
- 2021 QH36
- 2021 QJ36
- 2021 QK36
- 2021 QL36
- 2021 QM36
- 2021 QN36
- 2021 QO36
- 2021 QQ36
- 2021 QS36
- 2021 QT36
- 2021 QU36
- 2021 QW36
- 2021 QX36
- 2021 QY36
- 2021 QZ36
- 2021 QA37
- 2021 QB37
- 2021 QD37
- 2021 QE37
- 2021 QG37
- 2021 QJ37
- 2021 QK37
- 2021 QL37
- 2021 QN37
- 2021 QO37
- 2021 QP37
- 2021 QQ37
- 2021 QR37
- 2021 QS37
- 2021 QT37
- 2021 QU37
- 2021 QV37
- 2021 QW37
- 2021 QX37
- 2021 QY37
- 2021 QZ37
- 2021 QA38
- 2021 QB38
- 2021 QC38
- 2021 QD38
- 2021 QE38
- 2021 QF38
- 2021 QH38
- 2021 QJ38
- 2021 QK38
- 2021 QM38
- 2021 QN38
- 2021 QO38
- 2021 QP38
- 2021 QQ38
- 2021 QR38
- 2021 QS38
- 2021 QT38
- 2021 QU38
- 2021 QV38
- 2021 QW38
- 2021 QX38
- 2021 QY38
- 2021 QZ38
- 2021 QA39
- 2021 QB39
- 2021 QC39
- 2021 QD39
- 2021 QE39
- 2021 QF39
- 2021 QG39
- 2021 QH39
- 2021 QJ39
- 2021 QK39
- 2021 QL39
- 2021 QM39
- 2021 QN39
- 2021 QO39
- 2021 QP39
- 2021 QQ39
- 2021 QR39
- 2021 QS39
- 2021 QT39
- 2021 QU39
- 2021 QV39
- 2021 QW39
- 2021 QY39
- 2021 QZ39
- 2021 QB40
- 2021 QC40
- 2021 QD40
- 2021 QG40
- 2021 QH40
- 2021 QJ40
- 2021 QK40
- 2021 QL40
- 2021 QM40
- 2021 QN40
- 2021 QO40
- 2021 QP40
- 2021 QQ40
- 2021 QS40
- 2021 QT40
- 2021 QU40
- 2021 QV40
- 2021 QW40
- 2021 QX40
- 2021 QY40
- 2021 QZ40
- 2021 QA41
- 2021 QB41
- 2021 QC41
- 2021 QD41
- 2021 QE41
- 2021 QF41
- 2021 QH41
- 2021 QJ41
- 2021 QK41
- 2021 QM41
- 2021 QN41
- 2021 QO41
- 2021 QP41
- 2021 QQ41
- 2021 QR41
- 2021 QS41
- 2021 QT41
- 2021 QU41
- 2021 QV41
- 2021 QW41
- 2021 QX41
- 2021 QY41
- 2021 QZ41
- 2021 QA42
- 2021 QB42
- 2021 QC42
- 2021 QD42
- 2021 QE42
- 2021 QF42
- 2021 QG42
- 2021 QH42
- 2021 QJ42
- 2021 QK42
- 2021 QL42
- 2021 QO42
- 2021 QQ42
- 2021 QR42
- 2021 QS42
- 2021 QT42
- 2021 QU42
- 2021 QV42
- 2021 QW42
- 2021 QX42
- 2021 QY42
- 2021 QZ42
- 2021 QA43
- 2021 QB43
- 2021 QC43
- 2021 QE43
- 2021 QF43
- 2021 QH43
- 2021 QJ43
- 2021 QK43
- 2021 QL43
- 2021 QM43
- 2021 QN43
- 2021 QO43
- 2021 QP43
- 2021 QQ43
- 2021 QR43
- 2021 QU43
- 2021 QW43
- 2021 QX43
- 2021 QY43
- 2021 QZ43
- 2021 QA44
- 2021 QB44
- 2021 QC44
- 2021 QD44
- 2021 QF44
- 2021 QG44
- 2021 QH44
- 2021 QJ44
- 2021 QN44
- 2021 QO44
- 2021 QP44
- 2021 QQ44
- 2021 QR44
- 2021 QS44
- 2021 QT44
- 2021 QU44
- 2021 QV44
- 2021 QW44
- 2021 QX44
- 2021 QY44
- 2021 QZ44
- 2021 QA45
- 2021 QB45
- 2021 QC45
- 2021 QD45
- 2021 QE45
- 2021 QH45
- 2021 QJ45
- 2021 QK45
- 2021 QL45
- 2021 QQ45
- 2021 QR45
- 2021 QS45
- 2021 QT45
- 2021 QV45
- 2021 QY45
- 2021 QZ45
- 2021 QA46
- 2021 QB46
- 2021 QC46
- 2021 QD46
- 2021 QF46
- 2021 QG46
- 2021 QJ46
- 2021 QK46
- 2021 QM46
- 2021 QO46
- 2021 QQ46
- 2021 QR46
- 2021 QS46
- 2021 QT46
- 2021 QU46
- 2021 QV46
- 2021 QX46
- 2021 QZ46
- 2021 QA47
- 2021 QC47
- 2021 QD47
- 2021 QE47
- 2021 QG47
- 2021 QH47
- 2021 QJ47
- 2021 QK47
- 2021 QL47
- 2021 QM47
- 2021 QN47
- 2021 QO47
- 2021 QP47
- 2021 QQ47
- 2021 QR47
- 2021 QS47
- 2021 QT47
- 2021 QU47
- 2021 QV47
- 2021 QW47
- 2021 QX47
- 2021 QY47
- 2021 QZ47
- 2021 QA48
- 2021 QC48
- 2021 QD48
- 2021 QE48
- 2021 QG48
- 2021 QJ48
- 2021 QL48
- 2021 QM48
- 2021 QO48
- 2021 QP48
- 2021 QQ48
- 2021 QR48
- 2021 QS48
- 2021 QT48
- 2021 QU48
- 2021 QV48
- 2021 QW48
- 2021 QX48
- 2021 QZ48
- 2021 QA49
- 2021 QD49
- 2021 QF49
- 2021 QH49
- 2021 QJ49
- 2021 QL49
- 2021 QM49
- 2021 QN49
- 2021 QO49
- 2021 QP49
- 2021 QQ49
- 2021 QR49
- 2021 QS49
- 2021 QT49
- 2021 QU49
- 2021 QV49
- 2021 QW49
- 2021 QX49
- 2021 QY49
- 2021 QA50
- 2021 QB50
- 2021 QC50
- 2021 QD50
- 2021 QE50
- 2021 QH50
- 2021 QJ50
- 2021 QK50
- 2021 QM50
- 2021 QN50
- 2021 QQ50
- 2021 QR50
- 2021 QS50
- 2021 QT50
- 2021 QU50
- 2021 QV50
- 2021 QW50
- 2021 QY50
- 2021 QZ50
- 2021 QA51
- 2021 QB51
- 2021 QC51
- 2021 QD51
- 2021 QE51
- 2021 QF51
- 2021 QG51
- 2021 QH51
- 2021 QJ51
- 2021 QK51
- 2021 QL51
- 2021 QM51
- 2021 QN51
- 2021 QO51
- 2021 QP51
- 2021 QQ51
- 2021 QR51
- 2021 QS51
- 2021 QU51
- 2021 QV51
- 2021 QW51
- 2021 QX51
- 2021 QY51
- 2021 QZ51
- 2021 QB52
- 2021 QC52
- 2021 QD52
- 2021 QE52
- 2021 QF52
- 2021 QG52
- 2021 QH52
- 2021 QJ52
- 2021 QK52
- 2021 QM52
- 2021 QN52
- 2021 QO52
- 2021 QP52
- 2021 QQ52
- 2021 QR52
- 2021 QS52
- 2021 QT52
- 2021 QU52
- 2021 QV52
- 2021 QW52
- 2021 QX52
- 2021 QY52
- 2021 QZ52
- 2021 QA53
- 2021 QB53
- 2021 QC53
- 2021 QE53
- 2021 QF53
- 2021 QG53
- 2021 QH53
- 2021 QJ53
- 2021 QL53
- 2021 QM53
- 2021 QN53
- 2021 QO53
- 2021 QP53
- 2021 QQ53
- 2021 QS53
- 2021 QT53
- 2021 QU53
- 2021 QV53
- 2021 QW53
- 2021 QX53
- 2021 QZ53
- 2021 QA54
- 2021 QB54
- 2021 QC54
- 2021 QD54
- 2021 QE54
- 2021 QF54
- 2021 QG54
- 2021 QH54
- 2021 QJ54
- 2021 QK54
- 2021 QL54
- 2021 QM54
- 2021 QN54
- 2021 QO54
- 2021 QP54
- 2021 QQ54
- 2021 QR54
- 2021 QS54
- 2021 QT54
- 2021 QU54
- 2021 QV54
- 2021 QY54
- 2021 QC55
- 2021 QD55
- 2021 QF55
- 2021 QH55
- 2021 QJ55
- 2021 QK55
- 2021 QL55
- 2021 QM55
- 2021 QN55
- 2021 QO55
- 2021 QQ55
- 2021 QR55
- 2021 QS55
- 2021 QT55
- 2021 QU55
- 2021 QV55
- 2021 QW55
- 2021 QX55
- 2021 QY55
- 2021 QZ55
- 2021 QB56
- 2021 QC56
- 2021 QD56
- 2021 QF56
- 2021 QG56
- 2021 QH56
- 2021 QK56
- 2021 QM56
- 2021 QN56
- 2021 QO56
- 2021 QP56
- 2021 QR56
- 2021 QS56
- 2021 QT56
- 2021 QU56
- 2021 QV56
- 2021 QW56
- 2021 QX56
- 2021 QY56
- 2021 QZ56
- 2021 QA57
- 2021 QB57
- 2021 QC57
- 2021 QD57
- 2021 QE57
- 2021 QF57
- 2021 QG57
- 2021 QK57
- 2021 QM57
- 2021 QN57
- 2021 QO57
- 2021 QQ57
- 2021 QR57
- 2021 QS57
- 2021 QT57
- 2021 QU57
- 2021 QV57
- 2021 QW57
- 2021 QX57
- 2021 QY57
- 2021 QZ57
- 2021 QA58
- 2021 QB58
- 2021 QC58
- 2021 QD58
- 2021 QE58
- 2021 QF58
- 2021 QG58
- 2021 QJ58
- 2021 QK58
- 2021 QL58
- 2021 QN58
- 2021 QO58
- 2021 QP58
- 2021 QQ58
- 2021 QR58
- 2021 QS58
- 2021 QT58
- 2021 QU58
- 2021 QV58
- 2021 QW58
- 2021 QX58
- 2021 QZ58
- 2021 QB59
- 2021 QC59
- 2021 QD59
- 2021 QE59
- 2021 QF59
- 2021 QH59
- 2021 QJ59
- 2021 QK59
- 2021 QM59
- 2021 QN59
- 2021 QO59
- 2021 QP59
- 2021 QQ59
- 2021 QR59
- 2021 QS59
- 2021 QT59
- 2021 QU59
- 2021 QV59
- 2021 QW59
- 2021 QX59
- 2021 QY59
- 2021 QZ59
- 2021 QA60
- 2021 QB60
- 2021 QC60
- 2021 QD60
- 2021 QE60
- 2021 QF60
- 2021 QG60
- 2021 QH60
- 2021 QJ60
- 2021 QK60
- 2021 QL60
- 2021 QM60
- 2021 QN60
- 2021 QO60
- 2021 QQ60
- 2021 QR60
- 2021 QS60
- 2021 QT60
- 2021 QU60
- 2021 QV60
- 2021 QX60
- 2021 QY60
- 2021 QZ60
- 2021 QA61
- 2021 QB61
- 2021 QC61
- 2021 QD61
- 2021 QE61
- 2021 QF61
- 2021 QG61
- 2021 QH61
- 2021 QJ61
- 2021 QK61
- 2021 QM61
- 2021 QN61
- 2021 QO61
- 2021 QP61
- 2021 QQ61
- 2021 QR61
- 2021 QS61
- 2021 QT61
- 2021 QU61
- 2021 QV61
- 2021 QW61
- 2021 QX61
- 2021 QY61
- 2021 QZ61
- 2021 QA62
- 2021 QB62
- 2021 QC62
- 2021 QD62
- 2021 QE62
- 2021 QF62
- 2021 QG62
- 2021 QH62
- 2021 QK62
- 2021 QM62
- 2021 QN62
- 2021 QO62
- 2021 QP62
- 2021 QQ62
- 2021 QR62
- 2021 QS62
- 2021 QT62
- 2021 QU62
- 2021 QV62
- 2021 QW62
- 2021 QX62
- 2021 QY62
- 2021 QZ62
- 2021 QA63
- 2021 QB63
- 2021 QD63
- 2021 QE63
- 2021 QF63
- 2021 QG63
- 2021 QH63
- 2021 QJ63
- 2021 QL63
- 2021 QM63
- 2021 QO63
- 2021 QP63
- 2021 QQ63
- 2021 QR63
- 2021 QS63
- 2021 QT63
- 2021 QU63
- 2021 QV63
- 2021 QX63
- 2021 QZ63
- 2021 QA64
- 2021 QB64
- 2021 QD64
- 2021 QE64
- 2021 QF64
- 2021 QG64
- 2021 QH64
- 2021 QJ64
- 2021 QK64
- 2021 QL64
- 2021 QM64
- 2021 QN64
- 2021 QO64
- 2021 QP64
- 2021 QQ64
- 2021 QR64
- 2021 QT64
- 2021 QU64
- 2021 QV64
- 2021 QW64
- 2021 QX64
- 2021 QY64
- 2021 QZ64
- 2021 QA65
- 2021 QB65
- 2021 QC65
- 2021 QD65
- 2021 QE65
- 2021 QF65
- 2021 QG65
- 2021 QH65
- 2021 QJ65
- 2021 QK65
- 2021 QL65
- 2021 QM65
- 2021 QO65
- 2021 QP65
- 2021 QR65
- 2021 QS65
- 2021 QT65
- 2021 QU65
- 2021 QV65
- 2021 QW65
- 2021 QX65
- 2021 QY65
- 2021 QZ65
- 2021 QA66
- 2021 QB66
- 2021 QC66
- 2021 QD66
- 2021 QE66
- 2021 QF66
- 2021 QG66
- 2021 QH66
- 2021 QK66
- 2021 QL66
- 2021 QM66
- 2021 QO66
- 2021 QP66
- 2021 QQ66
- 2021 QR66
- 2021 QS66
- 2021 QT66
- 2021 QU66
- 2021 QV66
- 2021 QW66
- 2021 QX66
- 2021 QY66
- 2021 QZ66
- 2021 QA67
- 2021 QB67
- 2021 QD67
- 2021 QE67
- 2021 QF67
- 2021 QG67
- 2021 QH67
- 2021 QJ67
- 2021 QK67
- 2021 QL67
- 2021 QN67
- 2021 QO67
- 2021 QP67
- 2021 QQ67
- 2021 QR67
- 2021 QS67
- 2021 QT67
- 2021 QU67
- 2021 QV67
- 2021 QW67
- 2021 QX67
- 2021 QY67
- 2021 QZ67
- 2021 QA68
- 2021 QB68
- 2021 QC68
- 2021 QD68
- 2021 QE68
- 2021 QF68
- 2021 QG68
- 2021 QH68
- 2021 QJ68
- 2021 QK68
- 2021 QL68
- 2021 QM68
- 2021 QN68
- 2021 QO68
- 2021 QP68
- 2021 QQ68
- 2021 QR68
- 2021 QS68
- 2021 QT68
- 2021 QU68
- 2021 QV68
- 2021 QW68
- 2021 QX68
- 2021 QY68
- 2021 QZ68
- 2021 QA69
- 2021 QB69
- 2021 QC69
- 2021 QD69
- 2021 QE69
- 2021 QF69
- 2021 QG69
- 2021 QH69
- 2021 QJ69
- 2021 QK69
- 2021 QL69
- 2021 QM69
- 2021 QN69
- 2021 QO69
- 2021 QP69
- 2021 QQ69
- 2021 QR69
- 2021 QS69
- 2021 QT69
- 2021 QU69
- 2021 QV69
- 2021 QW69
- 2021 QX69
- 2021 QY69
- 2021 QZ69
- 2021 QA70
- 2021 QB70
- 2021 QC70
- 2021 QD70
- 2021 QE70
- 2021 QF70
- 2021 QG70
- 2021 QH70
- 2021 QJ70
- 2021 QK70
- 2021 QL70
- 2021 QM70
- 2021 QN70
- 2021 QO70
- 2021 QP70
- 2021 QQ70
- 2021 QR70
- 2021 QS70
- 2021 QT70
- 2021 QU70
- 2021 QV70
- 2021 QW70
- 2021 QX70
- 2021 QY70
- 2021 QZ70
- 2021 QA71
- 2021 QB71
- 2021 QC71
- 2021 QD71
- 2021 QE71
- 2021 QF71
- 2021 QG71
- 2021 QH71
- 2021 QJ71
- 2021 QK71
- 2021 QL71
- 2021 QM71
- 2021 QN71
- 2021 QO71
- 2021 QP71
- 2021 QQ71
- 2021 QR71
- 2021 QS71
- 2021 QT71
- 2021 QU71
- 2021 QV71
- 2021 QW71
- 2021 QX71
- 2021 QY71
- 2021 QZ71
- 2021 QA72
- 2021 QB72
- 2021 QC72
- 2021 QD72
- 2021 QE72
- 2021 QF72
- 2021 QG72
- 2021 QH72
- 2021 QJ72
- 2021 QK72
- 2021 QL72
- 2021 QM72
- 2021 QN72
- 2021 QO72
- 2021 QP72
- 2021 QQ72
- 2021 QR72
- 2021 QS72
- 2021 QT72
- 2021 QU72
- 2021 QV72
- 2021 QW72
- 2021 QX72
- 2021 QY72
- 2021 QZ72
- 2021 QA73
- 2021 QB73
- 2021 QC73
- 2021 QD73
- 2021 QE73
- 2021 QF73
- 2021 QG73
- 2021 QH73
- 2021 QJ73
- 2021 QK73
- 2021 QL73
- 2021 QM73
- 2021 QN73
- 2021 QO73
- 2021 QP73
- 2021 QQ73
- 2021 QR73
- 2021 QS73
- 2021 QT73
- 2021 QU73
- 2021 QV73
- 2021 QW73
- 2021 QX73
- 2021 QY73
- 2021 QZ73
- 2021 QA74
- 2021 QB74
- 2021 QC74
- 2021 QD74
- 2021 QE74
- 2021 QF74
- 2021 QG74
- 2021 QH74
- 2021 QJ74
- 2021 QK74
- 2021 QM74
- 2021 QN74
- 2021 QO74
- 2021 QP74
- 2021 QQ74
- 2021 QR74
- 2021 QS74
- 2021 QT74
- 2021 QU74
- 2021 QV74
- 2021 QW74
- 2021 QX74
- 2021 QY74
- 2021 QZ74
- 2021 QA75
- 2021 QB75
- 2021 QC75
- 2021 QD75
- 2021 QE75
- 2021 QF75
- 2021 QG75
- 2021 QH75
- 2021 QJ75
- 2021 QK75
- 2021 QL75
- 2021 QM75
- 2021 QN75
- 2021 QO75
- 2021 QP75
- 2021 QQ75
- 2021 QR75
- 2021 QS75
- 2021 QT75
- 2021 QU75
- 2021 QV75
- 2021 QW75
- 2021 QX75
- 2021 QY75
- 2021 QZ75
- 2021 QA76
- 2021 QB76
- 2021 QC76
- 2021 QD76
- 2021 QE76
- 2021 QF76
- 2021 QG76
- 2021 QH76
- 2021 QJ76
- 2021 QK76
- 2021 QL76
- 2021 QM76
- 2021 QN76
- 2021 QO76
- 2021 QP76
- 2021 QQ76
- 2021 QR76
- 2021 QS76
- 2021 QT76
- 2021 QU76
- 2021 QV76
- 2021 QW76
- 2021 QX76
- 2021 QY76
- 2021 QZ76
- 2021 QA77
- 2021 QB77
- 2021 QC77
- 2021 QD77
- 2021 QE77
- 2021 QF77
- 2021 QG77
- 2021 QH77
- 2021 QJ77
- 2021 QK77
- 2021 QL77
- 2021 QM77
- 2021 QN77
- 2021 QO77
- 2021 QP77
- 2021 QQ77
- 2021 QR77
- 2021 QS77
- 2021 QT77
- 2021 QU77
- 2021 QV77
- 2021 QW77
- 2021 QX77
- 2021 QY77
- 2021 QZ77
- 2021 QA78
- 2021 QB78
- 2021 QC78
- 2021 QD78
- 2021 QE78
- 2021 QF78
- 2021 QG78
- 2021 QH78
- 2021 QJ78
- 2021 QK78
- 2021 QM78
- 2021 QN78
- 2021 QO78
- 2021 QP78
- 2021 QQ78
- 2021 QR78
- 2021 QS78
- 2021 QT78
- 2021 QU78
- 2021 QV78
- 2021 QW78
- 2021 QX78
- 2021 QY78
- 2021 QZ78
- 2021 QA79
- 2021 QB79
- 2021 QC79
- 2021 QD79
- 2021 QE79
- 2021 QF79
- 2021 QG79
- 2021 QH79
- 2021 QJ79
- 2021 QK79
- 2021 QL79
- 2021 QM79
- 2021 QN79
- 2021 QO79
- 2021 QP79
- 2021 QQ79
- 2021 QR79
- 2021 QS79
- 2021 QT79
- 2021 QU79
- 2021 QV79
- 2021 QW79
- 2021 QX79
- 2021 QY79
- 2021 QZ79
- 2021 QA80
- 2021 QB80
- 2021 QC80
- 2021 QD80
- 2021 QE80
- 2021 QF80
- 2021 QG80
- 2021 QH80
- 2021 QJ80
- 2021 QK80
- 2021 QL80
- 2021 QM80
- 2021 QO80
- 2021 QP80
- 2021 QR80
- 2021 QS80
- 2021 QT80
- 2021 QU80
- 2021 QW80
- 2021 QX80
- 2021 QY80
- 2021 QZ80
- 2021 QA81
- 2021 QB81
- 2021 QC81
- 2021 QD81
- 2021 QE81
- 2021 QF81
- 2021 QG81
- 2021 QH81
- 2021 QK81
- 2021 QL81
- 2021 QM81
- 2021 QN81
- 2021 QO81
- 2021 QP81
- 2021 QQ81
- 2021 QR81
- 2021 QS81
- 2021 QT81
- 2021 QU81
- 2021 QV81
- 2021 QW81
- 2021 QX81
- 2021 QY81
- 2021 QZ81
- 2021 QA82
- 2021 QB82
- 2021 QC82
- 2021 QD82
- 2021 QE82
- 2021 QF82
- 2021 QG82
- 2021 QJ82
- 2021 QK82
- 2021 QL82
- 2021 QM82
- 2021 QN82
- 2021 QO82
- 2021 QP82
- 2021 QQ82
- 2021 QR82
- 2021 QS82
- 2021 QT82
- 2021 QU82
- 2021 QV82
- 2021 QW82
- 2021 QX82
- 2021 QY82
- 2021 QZ82
- 2021 QA83
- 2021 QB83
- 2021 QC83
- 2021 QD83
- 2021 QE83
- 2021 QF83
- 2021 QG83
- 2021 QH83
- 2021 QJ83
- 2021 QK83
- 2021 QL83
- 2021 QM83
- 2021 QO83
- 2021 QP83
- 2021 QQ83
- 2021 QR83
- 2021 QS83
- 2021 QT83
- 2021 QU83
- 2021 QV83
- 2021 QW83
- 2021 QX83
- 2021 QY83
- 2021 QZ83
- 2021 QA84
- 2021 QB84
- 2021 QC84
- 2021 QD84
- 2021 QE84
- 2021 QF84
- 2021 QG84
- 2021 QH84
- 2021 QJ84
- 2021 QK84
- 2021 QL84
- 2021 QM84
- 2021 QN84
- 2021 QO84
- 2021 QP84
- 2021 QQ84
- 2021 QR84
- 2021 QS84
- 2021 QT84
- 2021 QU84
- 2021 QV84
- 2021 QW84
- 2021 QX84
- 2021 QY84
- 2021 QZ84
- 2021 QA85
- 2021 QB85
- 2021 QC85
- 2021 QD85
- 2021 QE85
- 2021 QF85
- 2021 QG85
- 2021 QH85
- 2021 QJ85
- 2021 QK85
- 2021 QL85
- 2021 QM85
- 2021 QN85
- 2021 QO85
- 2021 QP85
- 2021 QQ85
- 2021 QR85
- 2021 QS85
- 2021 QT85
- 2021 QU85
- 2021 QV85
- 2021 QW85
- 2021 QX85
- 2021 QY85
- 2021 QZ85
- 2021 QA86
- 2021 QB86
- 2021 QC86
- 2021 QD86
- 2021 QE86
- 2021 QF86
- 2021 QG86
- 2021 QH86
- 2021 QJ86
- 2021 QK86
- 2021 QL86
- 2021 QM86
- 2021 QN86
- 2021 QO86
- 2021 QP86
- 2021 QQ86
- 2021 QR86
- 2021 QS86
- 2021 QT86
- 2021 QU86
- 2021 QV86
- 2021 QW86
- 2021 QX86
- 2021 QY86
- 2021 QZ86
- 2021 QA87
- 2021 QB87
- 2021 QC87
- 2021 QD87
- 2021 QE87
- 2021 QF87
- 2021 QG87
- 2021 QH87
- 2021 QJ87
- 2021 QK87
- 2021 QL87
- 2021 QM87
- 2021 QN87
- 2021 QO87
- 2021 QP87
- 2021 QQ87
- 2021 QR87
- 2021 QS87
- 2021 QT87
- 2021 QU87
- 2021 QV87
- 2021 QW87
- 2021 QX87
- 2021 QY87
- 2021 QZ87
- 2021 QA88
- 2021 QB88
- 2021 QC88
- 2021 QD88
- 2021 QE88
- 2021 QF88
- 2021 QG88
- 2021 QH88
- 2021 QJ88
- 2021 QK88
- 2021 QL88
- 2021 QM88
- 2021 QN88
- 2021 QO88
- 2021 QP88
- 2021 QQ88
- 2021 QR88
- 2021 QS88
- 2021 QT88
- 2021 QU88
- 2021 QV88
- 2021 QW88
- 2021 QX88
- 2021 QY88
- 2021 QZ88
- 2021 QA89
- 2021 QB89
- 2021 QC89
- 2021 QD89
- 2021 QE89
- 2021 QF89
- 2021 QG89
- 2021 QH89
- 2021 QJ89
- 2021 QK89
- 2021 QL89
- 2021 QM89
- 2021 QN89
- 2021 QO89
- 2021 QP89
- 2021 QR89
- 2021 QS89
- 2021 QT89
- 2021 QU89
- 2021 QV89
- 2021 QW89
- 2021 QY89
- 2021 QZ89
- 2021 QA90
- 2021 QB90
- 2021 QC90
- 2021 QD90
- 2021 QE90
- 2021 QF90
- 2021 QH90
- 2021 QJ90
- 2021 QK90
- 2021 QL90
- 2021 QM90
- 2021 QN90
- 2021 QO90
- 2021 QP90
- 2021 QQ90
- 2021 QR90
- 2021 QS90
- 2021 QT90
- 2021 QU90
- 2021 QV90
- 2021 QW90
- 2021 QX90
- 2021 QY90
- 2021 QZ90
- 2021 QA91
- 2021 QB91
- 2021 QC91
- 2021 QD91
- 2021 QE91
- 2021 QF91
- 2021 QG91
- 2021 QH91
- 2021 QJ91
- 2021 QK91
- 2021 QL91
- 2021 QM91
- 2021 QN91
- 2021 QP91
- 2021 QQ91
- 2021 QR91
- 2021 QS91
- 2021 QT91
- 2021 QU91
- 2021 QV91
- 2021 QW91
- 2021 QX91
- 2021 QY91
- 2021 QZ91
- 2021 QA92
- 2021 QB92
- 2021 QC92
- 2021 QD92
- 2021 QE92
- 2021 QF92
- 2021 QG92
- 2021 QH92
- 2021 QJ92
- 2021 QK92
- 2021 QL92
- 2021 QM92
- 2021 QN92
- 2021 QO92
- 2021 QP92
- 2021 QQ92
- 2021 QR92
- 2021 QS92
- 2021 QT92
- 2021 QU92
- 2021 QV92
- 2021 QW92
- 2021 QX92
- 2021 QY92
- 2021 QZ92
- 2021 QA93
- 2021 QB93
- 2021 QC93
- 2021 QD93
- 2021 QE93
- 2021 QF93
- 2021 QG93
- 2021 QH93
- 2021 QJ93
- 2021 QK93
- 2021 QL93
- 2021 QM93
- 2021 QN93
- 2021 QO93
- 2021 QP93
- 2021 QQ93
- 2021 QR93
- 2021 QS93
- 2021 QT93
- 2021 QU93
- 2021 QV93
- 2021 QW93
- 2021 QX93
- 2021 QY93
- 2021 QZ93
- 2021 QA94
- 2021 QB94
- 2021 QC94
- 2021 QD94
- 2021 QE94
- 2021 QF94
- 2021 QG94
- 2021 QH94
- 2021 QJ94
- 2021 QK94
- 2021 QL94
- 2021 QM94
- 2021 QN94
- 2021 QO94
- 2021 QP94
- 2021 QQ94
- 2021 QR94
- 2021 QS94
- 2021 QT94
- 2021 QW94
- 2021 QX94
- 2021 QY94
- 2021 QA95
- 2021 QB95
- 2021 QC95
- 2021 QD95
- 2021 QE95
- 2021 QG95
- 2021 QH95
- 2021 QJ95
- 2021 QK95
- 2021 QL95
- 2021 QM95
- 2021 QN95
- 2021 QO95
- 2021 QP95
- 2021 QQ95
- 2021 QR95
- 2021 QS95
- 2021 QT95
- 2021 QU95
- 2021 QV95
- 2021 QX95
- 2021 QY95
- 2021 QZ95
- 2021 QA96
- 2021 QB96
- 2021 QE96
- 2021 QF96
- 2021 QH96
- 2021 QK96
- 2021 QL96
- 2021 QM96
- 2021 QN96
- 2021 QO96
- 2021 QP96
- 2021 QR96
- 2021 QS96
- 2021 QT96
- 2021 QU96
- 2021 QV96
- 2021 QW96
- 2021 QX96
- 2021 QY96
- 2021 QZ96
- 2021 QB97
- 2021 QC97
- 2021 QD97
- 2021 QE97
- 2021 QF97
- 2021 QG97
- 2021 QH97
- 2021 QJ97
- 2021 QK97
- 2021 QL97
- 2021 QM97
- 2021 QN97
- 2021 QO97
- 2021 QP97
- 2021 QQ97
- 2021 QR97
- 2021 QS97
- 2021 QT97
- 2021 QU97
- 2021 QV97
- 2021 QW97
- 2021 QX97
- 2021 QY97
- 2021 QZ97
- 2021 QA98
- 2021 QB98
- 2021 QC98
- 2021 QD98
- 2021 QE98
- 2021 QF98
- 2021 QG98
- 2021 QH98
- 2021 QJ98
- 2021 QK98
- 2021 QL98
- 2021 QN98
- 2021 QO98
- 2021 QP98
- 2021 QR98
- 2021 QS98
- 2021 QT98
- 2021 QU98
- 2021 QV98
- 2021 QW98
- 2021 QX98
- 2021 QY98
- 2021 QZ98
- 2021 QA99
- 2021 QB99
- 2021 QC99
- 2021 QD99
- 2021 QE99
- 2021 QF99
- 2021 QG99
- 2021 QH99
- 2021 QJ99
- 2021 QK99
- 2021 QL99
- 2021 QM99
- 2021 QN99
- 2021 QO99
- 2021 QP99
- 2021 QQ99
- 2021 QR99
- 2021 QS99
- 2021 QT99
- 2021 QU99
- 2021 QV99
- 2021 QW99
- 2021 QX99
- 2021 QY99
- 2021 QZ99
- 2021 QA100
- 2021 QB100
- 2021 QC100
- 2021 QD100
- 2021 QE100
- 2021 QF100
- 2021 QG100
- 2021 QH100
- 2021 QJ100
- 2021 QK100
- 2021 QL100
- 2021 QM100
- 2021 QN100
- 2021 QO100
- 2021 QP100
- 2021 QQ100
- 2021 QR100
- 2021 QS100
- 2021 QT100
- 2021 QU100
- 2021 QV100
- 2021 QW100
- 2021 QX100
- 2021 QY100
- 2021 QA101
- 2021 QB101
- 2021 QC101
- 2021 QD101
- 2021 QE101
- 2021 QF101
- 2021 QG101
- 2021 QH101
- 2021 QJ101
- 2021 QK101
- 2021 QL101
- 2021 QM101
- 2021 QN101
- 2021 QO101
- 2021 QP101
- 2021 QQ101
- 2021 QR101
- 2021 QS101
- 2021 QT101
- 2021 QV101
- 2021 QW101
- 2021 QX101
- 2021 QY101
- 2021 QA102
- 2021 QB102
- 2021 QC102
- 2021 QD102
- 2021 QE102
- 2021 QF102
- 2021 QG102
- 2021 QH102
- 2021 QJ102
- 2021 QK102
- 2021 QL102
- 2021 QM102
- 2021 QN102
- 2021 QO102
- 2021 QP102
- 2021 QQ102
- 2021 QR102
- 2021 QS102
- 2021 QT102
- 2021 QU102
- 2021 QV102
- 2021 QW102
- 2021 QX102
- 2021 QY102
- 2021 QZ102
- 2021 QA103
- 2021 QB103
- 2021 QC103
- 2021 QD103
- 2021 QE103
- 2021 QF103
- 2021 QG103
- 2021 QH103
- 2021 QJ103
- 2021 QK103
- 2021 QL103
- 2021 QM103
- 2021 QN103
- 2021 QO103
- 2021 QP103
- 2021 QQ103
- 2021 QR103
- 2021 QS103
- 2021 QT103
- 2021 QU103
- 2021 QV103
- 2021 QW103
- 2021 QX103
- 2021 QY103
- 2021 QB104
- 2021 QC104
- 2021 QD104
- 2021 QE104
- 2021 QF104
- 2021 QG104
- 2021 QH104
- 2021 QJ104
- 2021 QK104
- 2021 QL104
- 2021 QM104
- 2021 QN104
- 2021 QO104
- 2021 QP104
- 2021 QQ104
- 2021 QR104
- 2021 QS104
- 2021 QT104
- 2021 QU104
- 2021 QV104
- 2021 QW104
- 2021 QX104
- 2021 QY104
- 2021 QZ104
- 2021 QA105
- 2021 QB105
- 2021 QC105
- 2021 QD105
- 2021 QE105
- 2021 QF105
- 2021 QG105
- 2021 QH105
- 2021 QJ105
- 2021 QK105
- 2021 QL105
- 2021 QM105
- 2021 QN105
- 2021 QO105
- 2021 QP105
- 2021 QQ105
- 2021 QR105
- 2021 QS105
- 2021 QT105
- 2021 QU105
- 2021 QV105
- 2021 QW105
- 2021 QX105
- 2021 QY105
- 2021 QZ105
- 2021 QA106
- 2021 QB106
- 2021 QC106
- 2021 QD106
- 2021 QE106
- 2021 QF106
- 2021 QG106
- 2021 QH106
- 2021 QJ106
- 2021 QK106
- 2021 QL106
- 2021 QM106
- 2021 QN106
- 2021 QO106
- 2021 QP106
- 2021 QQ106
- 2021 QR106
- 2021 QS106
- 2021 QT106
- 2021 QU106
- 2021 QV106
- 2021 QW106
- 2021 QX106
- 2021 QY106
- 2021 QZ106
- 2021 QA107
- 2021 QB107
- 2021 QC107
- 2021 QD107
- 2021 QE107
- 2021 QF107
- 2021 QG107
- 2021 QH107
- 2021 QJ107
- 2021 QK107
- 2021 QL107
- 2021 QM107
- 2021 QN107
- 2021 QO107
- 2021 QP107
- 2021 QQ107
- 2021 QR107
- 2021 QS107
- 2021 QT107
- 2021 QU107
- 2021 QV107
- 2021 QW107
- 2021 QX107
- 2021 QY107
- 2021 QZ107
- 2021 QA108
- 2021 QB108
- 2021 QC108
- 2021 QD108
- 2021 QE108
- 2021 QF108
- 2021 QG108
- 2021 QH108
- 2021 QJ108
- 2021 QK108
- 2021 QL108
- 2021 QM108
- 2021 QN108
- 2021 QO108
- 2021 QP108
- 2021 QQ108
- 2021 QR108
- 2021 QS108
- 2021 QT108
- 2021 QU108
- 2021 QV108
- 2021 QW108
- 2021 QX108
- 2021 QY108
- 2021 QZ108
- 2021 QA109
- 2021 QB109
- 2021 QC109
- 2021 QD109
- 2021 QE109
- 2021 QF109
- 2021 QG109
- 2021 QH109
- 2021 QJ109
- 2021 QK109
- 2021 QL109
- 2021 QM109
- 2021 QN109
- 2021 QO109
- 2021 QP109
- 2021 QQ109
- 2021 QR109
- 2021 QS109
- 2021 QT109
- 2021 QU109
- 2021 QV109
- 2021 QW109
- 2021 QX109
- 2021 QY109
- 2021 QZ109
- 2021 QA110
- 2021 QB110
- 2021 QC110
- 2021 QD110
- 2021 QE110
- 2021 QF110
- 2021 QG110
- 2021 QH110
- 2021 QJ110
- 2021 QK110
- 2021 QL110
- 2021 QM110
- 2021 QN110
- 2021 QO110
- 2021 QP110
- 2021 QQ110
- 2021 QR110
- 2021 QS110
- 2021 QT110
- 2021 QU110
- 2021 QV110
- 2021 QW110
- 2021 QX110
- 2021 QY110
- 2021 QZ110
- 2021 QA111
- 2021 QB111
- 2021 QC111
- 2021 QD111
- 2021 QE111
- 2021 QF111
- 2021 QG111
- 2021 QH111
- 2021 QJ111
- 2021 QK111
- 2021 QL111
- 2021 QM111
- 2021 QN111
- 2021 QO111
- 2021 QP111
- 2021 QQ111
- 2021 QR111
- 2021 QS111
- 2021 QT111
- 2021 QU111
- 2021 QV111
- 2021 QW111
- 2021 QX111
- 2021 QY111
- 2021 QZ111
- 2021 QA112
- 2021 QB112
- 2021 QC112
- 2021 QD112
- 2021 QE112
- 2021 QF112
- 2021 QG112
- 2021 QH112
- 2021 QJ112
- 2021 QK112
- 2021 QL112
- 2021 QM112
- 2021 QN112
- 2021 QO112
- 2021 QP112
- 2021 QQ112
- 2021 QR112
- 2021 QS112
- 2021 QT112
- 2021 QU112
- 2021 QV112
- 2021 QW112
- 2021 QX112
- 2021 QY112
- 2021 QZ112
- 2021 QA113
- 2021 QB113
- 2021 QC113
- 2021 QD113
- 2021 QF113
- 2021 QG113
- 2021 QH113
- 2021 QJ113
- 2021 QK113
- 2021 QL113
- 2021 QM113
- 2021 QN113
- 2021 QO113
- 2021 QP113
- 2021 QQ113
- 2021 QR113
- 2021 QS113
- 2021 QT113
- 2021 QU113
- 2021 QV113
- 2021 QW113
- 2021 QX113
- 2021 QY113
- 2021 QZ113
- 2021 QA114
- 2021 QB114
- 2021 QC114
- 2021 QD114
- 2021 QE114
- 2021 QF114
- 2021 QG114
- 2021 QH114
- 2021 QJ114
- 2021 QK114
- 2021 QL114
- 2021 QM114
- 2021 QN114
- 2021 QO114
- 2021 QP114
- 2021 QQ114
- 2021 QR114
- 2021 QS114
- 2021 QU114
- 2021 QV114
- 2021 QW114
- 2021 QX114
- 2021 QY114
- 2021 QZ114
- 2021 QB115
- 2021 QC115
- 2021 QD115
- 2021 QE115
- 2021 QF115
- 2021 QH115
- 2021 QJ115
- 2021 QK115
- 2021 QL115
- 2021 QM115
- 2021 QN115
- 2021 QO115
- 2021 QP115
- 2021 QQ115
- 2021 QR115
- 2021 QS115
- 2021 QT115
- 2021 QU115
- 2021 QV115
- 2021 QW115
- 2021 QX115
- 2021 QY115
- 2021 QZ115
- 2021 QA116
- 2021 QB116
- 2021 QC116
- 2021 QD116
- 2021 QE116
- 2021 QF116
- 2021 QG116
- 2021 QH116
- 2021 QJ116
- 2021 QK116
- 2021 QL116
- 2021 QM116
- 2021 QN116
- 2021 QO116
- 2021 QP116
- 2021 QQ116
- 2021 QR116
- 2021 QS116
- 2021 QT116
- 2021 QU116
- 2021 QV116
- 2021 QW116
- 2021 QX116
- 2021 QY116
- 2021 QZ116
- 2021 QA117
- 2021 QB117
- 2021 QC117
- 2021 QD117
- 2021 QE117
- 2021 QF117
- 2021 QG117
- 2021 QH117
- 2021 QJ117
- 2021 QK117
- 2021 QL117
- 2021 QM117
- 2021 QN117
- 2021 QO117
- 2021 QP117
- 2021 QQ117
- 2021 QR117
- 2021 QS117
- 2021 QT117
- 2021 QU117
- 2021 QV117
- 2021 QW117
- 2021 QX117
- 2021 QY117
- 2021 QA118
- 2021 QB118
- 2021 QC118
- 2021 QD118
- 2021 QE118
- 2021 QF118
- 2021 QG118
- 2021 QH118
- 2021 QJ118
- 2021 QK118
- 2021 QL118
- 2021 QM118
- 2021 QN118
- 2021 QO118
- 2021 QP118
- 2021 QQ118
- 2021 QR118
- 2021 QS118
- 2021 QT118
- 2021 QU118
- 2021 QV118
- 2021 QW118
- 2021 QX118
- 2021 QY118
- 2021 QZ118
- 2021 QA119
- 2021 QB119
- 2021 QC119
- 2021 QD119
- 2021 QE119
- 2021 QF119
- 2021 QG119
- 2021 QH119
- 2021 QJ119
- 2021 QK119
- 2021 QL119
- 2021 QM119
- 2021 QN119
- 2021 QO119
- 2021 QP119
- 2021 QQ119
- 2021 QR119
- 2021 QS119
- 2021 QT119
- 2021 QU119
- 2021 QV119
- 2021 QW119
- 2021 QX119
- 2021 QY119
- 2021 QZ119
- 2021 QA120
- 2021 QC120
- 2021 QD120
- 2021 QE120
- 2021 QF120
- 2021 QG120
- 2021 QH120
- 2021 QJ120
- 2021 QK120
- 2021 QL120
- 2021 QM120
- 2021 QN120
- 2021 QO120
- 2021 QP120
- 2021 QQ120
- 2021 QR120
- 2021 QS120
- 2021 QT120
- 2021 QU120
- 2021 QV120
- 2021 QW120
- 2021 QX120
- 2021 QY120
- 2021 QZ120
- 2021 QA121
- 2021 QB121
- 2021 QC121
- 2021 QD121
- 2021 QE121
- 2021 QF121
- 2021 QG121
- 2021 QH121
- 2021 QJ121
- 2021 QK121
- 2021 QL121
- 2021 QM121
- 2021 QN121
- 2021 QO121
- 2021 QP121
- 2021 QQ121
- 2021 QR121
- 2021 QS121
- 2021 QT121
- 2021 QU121
- 2021 QV121
- 2021 QW121
- 2021 QX121
- 2021 QY121
- 2021 QZ121
- 2021 QA122
- 2021 QB122
- 2021 QC122
- 2021 QD122
- 2021 QE122
- 2021 QF122
- 2021 QG122
- 2021 QH122
- 2021 QJ122
- 2021 QK122
- 2021 QL122
- 2021 QM122
- 2021 QN122
- 2021 QO122
- 2021 QP122
- 2021 QQ122
- 2021 QR122
- 2021 QT122
- 2021 QU122
- 2021 QV122
- 2021 QW122
- 2021 QX122
- 2021 QY122
- 2021 QZ122
- 2021 QA123
- 2021 QB123
- 2021 QC123
- 2021 QE123
- 2021 QF123
- 2021 QG123
- 2021 QH123
- 2021 QJ123
- 2021 QK123
- 2021 QL123
- 2021 QM123